# 临沂矿业
山东能源临沂矿业集团有限责任公司，簡稱山东能源临沂矿业集团、山东能源临沂矿业，以及临沂矿业，总部位于山东省临沂市，於1960年由當時中华人民共和国煤炭部安排成立的「临沂礦務局」。此前由「竹园煤矿」營運活動場地開始。2006年8月，临沂矿务局整体改制为国有独资公司。之後於2010年12月，和另外5家礦業，也就是由淄博礦業、棗莊矿业、新汶矿业、肥城矿业，以及龍口礦業安排組成「山東能源集團有限公司」，也就是由山東省政府批准於2011年3月21日組成而設，自此成為旗下公司。
現時業務在國內經營生產及銷售各種煤炭產品、能源、化工等，而總部位於山东省南大门临沂市罗庄区，而董事長和總經理為劉繼東。